# Thelypteris rufa
Thelypteris rufa là một loài thực vật có mạch trong họ Thelypteridaceae. Loài này được (Poir.) A.R. Sm. miêu tả khoa học đầu tiên năm 1983.